# .tg
.tg (Togo) é o código TLD (ccTLD) na Internet para o Togo.